# Gideon Forslund

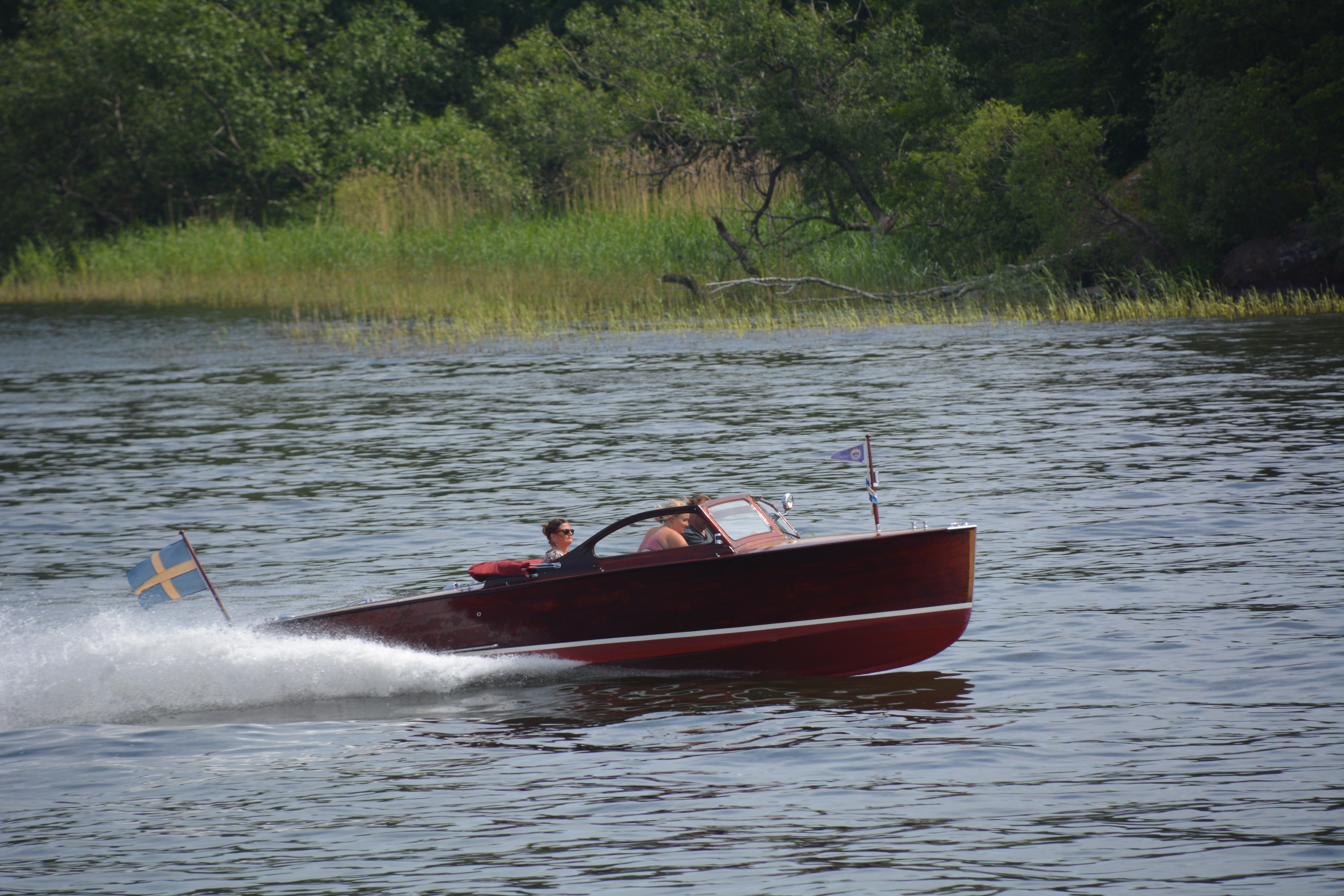
Essbåten Wira III

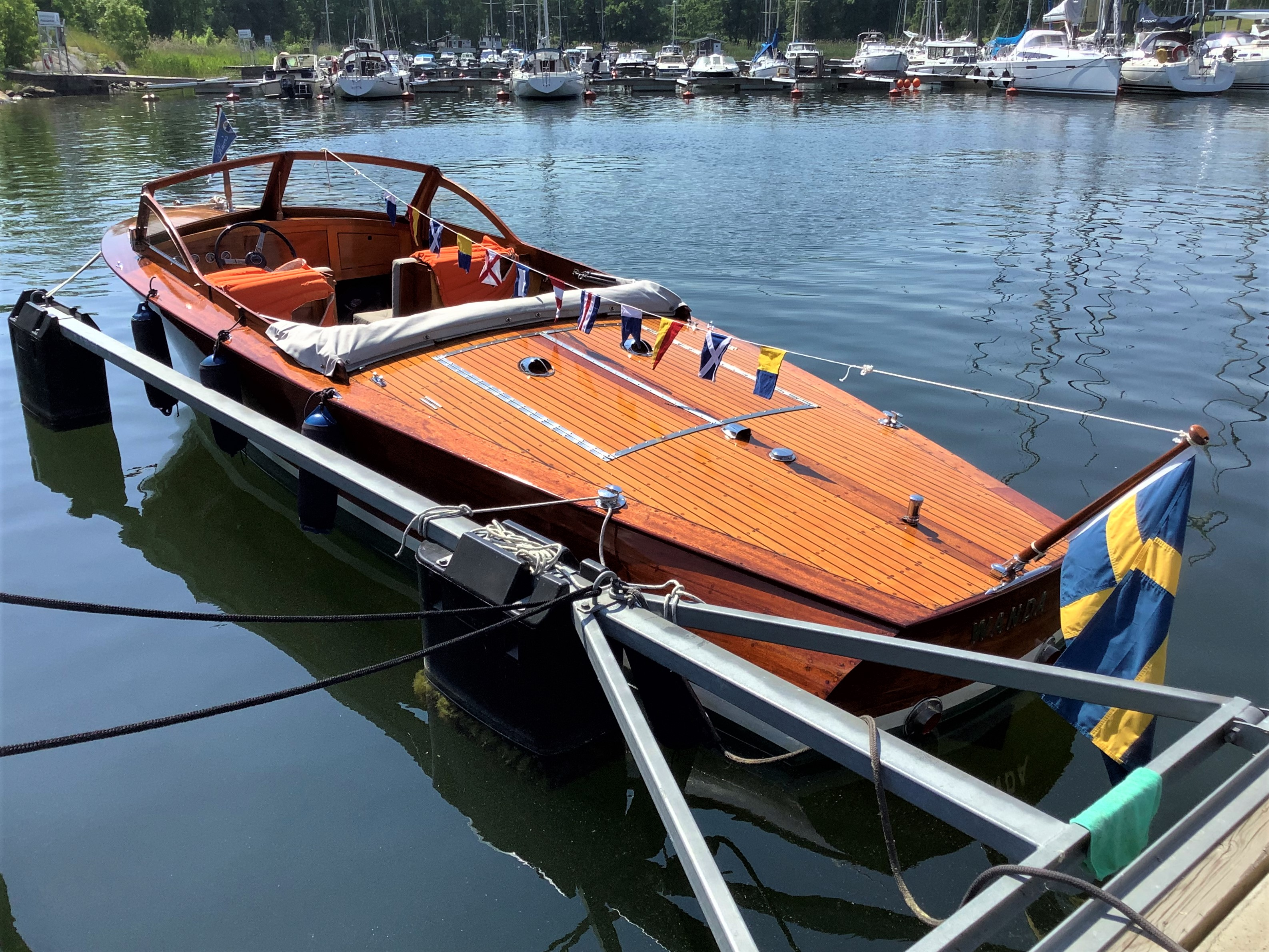
Essbåten Wanda från 1937 i Gustavsbergs hamn, 2021

Karl Gideon Forslund, född i april 1889 i Svartå, död 1954, var en svensk ingenjör, båtkonstruktör och varvsägare.
Gideon Forslund var yngre halvbror till varvsägaren Henning Forslund. Han flyttade till Stockholm 1911 och arbetade på broderns  varv Nya Bolaget Sjöexpress på Lidingö. Han praktiserade på Thornycrofts varv och motorfabrik 1914–1915. Efter återkomsten till Stockholm 1915. Efter hemkomsten började han bygga snabba båtar i Rålambshovsparken i Stockholm. Han byggde bland andra J.P. Ahlén, Katja och Gabb, vilka gjorde farter mellan 22 och 28 knop.
År 1918 flyttade han sitt varv, Forslunds varv, till Marieberg på Kungsholmen i Stockholm, vid gamla Lilla Essingebrons fäste. Där byggde han de så kallade strykjärnsracerarna med långt fördäck, maskinen i förskeppet. Många strykjärnsracers, som också hade bränsletanken i förskeppet, brann upp eller exploderade.
Han ritade också många, något större, båtar till broderns varv. År 1929 byggdes prototypen till den första Essbåten efter amerikansk förebild med motorn placerad bakom sittbrunnen. Den båttypen byggdes i ett 50-tal exemplar fram till andra världskriget. Han ritade också 1931 racer- och passbåten Essungen med 5,5 meters längd samt ruffbåtarna Esskryssaren och Stora Esskryssaren med akterruff.
Forslund flyttade 1939 båtbyggeriet till Uppveda utanför Norrtälje.
År 1946 överlät Gideon Forslund varvet på Kungsholmen, som legat i träda under krigsåren, till sonen Owe Forslund (född 1924). Essbåtar byggdes där ända fram till 1959. Gideon Forslund var gift med Elsa, född Björk som växt upp på Östermalm, Stockholm, där hennes far var yrkesmilitär/Dragon i svenska armén. De fick två barn, Gun och Owe. Gideons far hette Carl-Oscar Forslund och arbetade på Svartå bruk som ägdes av Hasselfors Bruks AB. Henning Forslund har sålt och kört bil åt kung Oscar II. Gideon Forslund har sålt och kört båt åt kung Gustaf V.

## Båtar i urval
- 1925 Claire, forslundsracer, byggd på Forslunds varv
- 1927 Effhå, forslundsracer, byggd på Forslunds varv
- 1929 Essbåten, passbåt
- 1931 Essungen, racer- och passbåt
- 1937 Essbåten Wanda
- Esskryssaren
- Stora Esskryssaren